# Lucille Werner
Lucille Martine Werner (Eindhoven, 12 oktober 1967) is een Nederlands televisiepresentatrice en van 31 maart 2021 tot 6 december 2023 Tweede Kamerlid voor het CDA.
Ze is bij het grote publiek bekend van televisieprogramma's als Get the Picture, Lingo en Mis(s)verkiezing.

## Jeugd en opleiding
Lucille Werner heeft bij haar geboorte een hersenbeschadiging als gevolg van zuurstofgebrek opgelopen, waardoor ze moeilijk loopt. Ze groeide op met één broer en twee zussen en heeft vanaf haar vierde zeven jaar lang in de Colombiaanse hoofdstad Bogota gewoond, toen haar vader daar voor Philips werkte. Ze woonde vervolgens in het Groningse Leek en keerde later terug naar haar geboorteplaats Eindhoven. Tussen 1980 en 1985 ging Lucille naar de mavo aan het Sint-Joriscollege. Na de middelbare school volgde ze de hbo-opleiding management en communicatie aan het opleidingsinstituut Schoevers in Groningen. Haar vader overleed toen ze 21 jaar oud was.

## Carrière

### RTL en AVRO
Lucille Werner begon in 1990 achter de schermen bij de televisie als stagiaire bij het RTL-programma De 5 Uur Show. Ze kreeg drie jaar later een baan als redacteur van het programma Showtime, dat eveneens van RTL was. Daarnaast was ze correspondent en interviewde ze beroemdheden waaronder David Bowie en Tina Turner. In september 1997 maakte ze haar debuut als presentatrice, toen ze in het nieuwe programma RTL Actueel het gedeelte over showbusinessnieuws medepresenteerde. Nadat dat programma in juni van het daaropvolgende jaar van de buis werd gehaald, presenteerde ze showbusinessprogramma's Showtime, Big Entertainment Club en het twee uur durende Hollands Hollywood op zaterdag. Die laatste twee programma's presenteerde ze samen met Michael Pilarczyk. Daarnaast moedigde ze kijkers van Henny's House Party aan (een talentenjacht voor gehandicapten), om geld te doneren aan een goed doel. In 1999 werd Lucille Werner presentatrice van spelprogramma's. Zo begon ze in de zomer bij Postcode Loterij Zomerkampioen, wat ze samen met Jo de Poorter presenteerde. Vervolgens was ze tussen 1999 en 2001 een van de presentatoren van het belspel Puzzeltijd.
Hierna kwam ze in dienst bij de AVRO, waar ze tussen 2001 en 2004 een contract had. Haar eerste programma was Alle dieren tellen mee, dat vanaf september afwisselend door haar en Anniko van Santen werd verzorgd. Twee jaar later was ze de presentatrice van De dierentolk, waarvan vijf afleveringen zijn gemaakt. In 2002 werd Lucille Werner ook presentatrice van spelprogramma's van de AVRO. Vanaf januari werd Smarttest voor een korte periode in de vroege avond op werkdagen uitgezonden. In de tweede helft van het jaar werd ze de presentatrice van Get the Picture en Capibara. Dat eerste programma, dat vroeg in de avond op werkdagen op televisie was, werd daarvoor gepresenteerd door Paula Udondek, terwijl Capibara elke zaterdag werd uitgezonden met vragen over dieren. In 2004 kwam een eind aan beide programma's, Lucille Werner had toen ruim 500 afleveringen van Get the Picture gepresenteerd.

### Lingo en verdere carrière
Vanaf 1 september 2005 presenteerde ze bij de TROS het televisieprogramma Lingo. Ze volgde Nance Coolen op als presentatrice van het woordspel, dat elke werkdag aan het begin van de avond werd uitgezonden. Toen de media eind 2006 berichtten dat de netwerkcoördinator het programma wilde beëindigen, reageerde premier Jan Peter Balkenende met de retorische vraag "Hoe graag zien wij niet presentatrice Lucille Werner?" In 2007 presenteerde ze de spin-off Lingo Bingo Show met vijf afleveringen. De deelnemers waren BN'ers en met de uitzendingen werd geld opgehaald voor het VUmc Cancer Center Amsterdam. Datzelfde jaar was Werner op vrijdagen sidekick bij het praatprogramma Knevel & Van den Brink. Ook verzorgde ze samen met Cor van de Stroet het Nederlandse tv-commentaar bij beide edities van het Eurovisiedansfestival. In 2007 presenteerde Werner daarnaast de Nederlandse voorronde. Werner was presentatrice van nog een praatprogramma in de jaren 2011 en 2012, toen ze op vrijdagmiddag 5OP2 van de NTR presenteerde. In 2013 werd ze ambassadrice van de VriendenLoterij.
Lingo vierde zijn 25-jarig begin 2014 en werd toen van zender Nederland 1 naar Nederland 2 verplaatst. Later dat jaar verdween het programma van de buis, nadat de gemiddelde dagelijkse kijkcijfers van 800.000 naar 370.000 waren gedaald. De laatste aflevering werd uitgezonden op 2 oktober en Werner had Lingo toen bijna 2.000 keer gepresenteerd. In de zomer van 2015 presenteerde zij samen met Owen Schumacher de dagelijkse kennisquiz Pointless. In 2016 maakte Werner een overstap naar SBS6. Haar eerste programma was Show XL, dat drie keer op zondagmiddag op de buis was. Het programma presenteerde ze samen met Fred van Leer, maar het moest wijken in verband met te lage kijkcijfers. Vanaf oktober 2016 presenteerde ze het tweede seizoen van Mijn laatste keer. Haar eenjarige contract bij SBS6 werd niet verlengd.
In december 2018 werd ze een van de presentatoren van het nieuwe online nieuwsprogramma De Ochtend Show to go van een aantal kranten van DPG Media. Ze verliet het programma kort daarna, omdat ze op 1 januari 2019 aan de slag ging bij de KRO-NCRV.

## Inspanningen voor gehandicapten
Gedurende haar carrière heeft Lucille Werner zich ingezet voor mensen met een handicap. Ze presenteerde in 2003 en 2004 een tournee van gehandicapte musici en in 2005 de Scholierentour, een zangwedstrijd voor jongeren. De helft van die jongeren had een handicap. Ook schreef Werner het boek Het leven loopt op rolletjes, dat in mei 2005 werd uitgegeven, over haar leven met een handicap. Ze overhandigde het eerste exemplaar aan premier Jan Peter Balkenende.
Werner heeft, mede vanwege haar handicap, het tv-programma Mis(s)verkiezing bedacht. In deze missverkiezing voor mooie vrouwen met een handicap streden de kandidaten in 2006 en 2007 om de titel Mis(s) onbeperkt Nederland. Het werd uitgezonden door de TROS en gepresenteerd door Werner en Jaap Jongbloed. De winnares van de Mis(s)verkiezing werd gekroond door Balkenende. Het programma werd in 2008 en 2009 opgevolgd door de CAPawards, die werden uitgereikt aan gehandicapten die het best hun beperking hadden overwonnen. Dat programma werd genomineerd voor een Gouden Roos. Een kinderversie, Cappies genaamd, werd tussen 2009 en 2012 door de TROS uitgezonden en ook door Werner gepresenteerd. Daarnaast bedacht ze de kinderserie Caps Club, die drie seizoenen telt en in de periode 2013-2016 werd uitgezonden door de TROS/AVROTROS en door Ketnet in België. Een deel van de kinderacteurs van de serie, die gaat over een jongen met de bijnaam Cappie en zijn vrienden, was gehandicapt. Werner had zelf ook een bijrol. Toen ze een contract bij SBS6 had getekend, werd in 2017 nog een editie van Mis(s)verkiezing gehouden. Ze presenteerde het met Kees Tol en premier Mark Rutte kroonde de winnares. In 2019 was ze presentatrice van een liveprogramma van de KRO-NCRV, waarin een officieuze Minister van Gehandicaptenzaken werd gekozen.
Verder heeft Werner in 2006 een eigen stichting in het leven geroepen: de Lucille Werner Foundation. Deze beoogt een positieve beeldvorming voor mensen met een handicap. Ze richtte in november 2010 CAP100 op, een website die werkzoekende gehandicapten toont aan bedrijven. Werner heeft verschillende prijzen gewonnen voor haar inzet voor gehandicapten, namelijk de Frekie-trofee in 2006, de Nationale Revalidatie Prijs in 2007, de Cleopatra Award van Miss Nederland in 2008, de Martin Luther King/Hi5 Award in 2011 en de Majoor Bosshardt Prijs van het Leger des Heils. Ook werd ze op 18 augustus 2010 benoemd tot ridder in de Orde van Oranje-Nassau voor haar inzet om de beeldvorming over mensen met een handicap te verbeteren.

## Politiek
In oktober 2020 kwam Lucille Werner op plek tien te staan van de voorlopige kandidatenlijst van het CDA bij de Tweede Kamerverkiezingen 2021. Op 31 maart 2021 werd ze geïnstalleerd als Kamerlid, nadat ze 7.133 voorkeurstemmen had ontvangen. In de Tweede Kamer is zij namens het CDA woordvoerder gehandicaptenbeleid, langdurige zorg, mantelzorg, WMO, vrijwilligers, media, cultuur, emancipatie en maatschappelijke diensttijd en zij vertegenwoordigt Zuid-Holland. Zij is lid van de Kunstcommissie, van de vaste commissie voor Onderwijs, Cultuur en Wetenschap en van de vaste commissie voor Volksgezondheid, Welzijn en Sport. Als Kamerlid stelde ze een vaste tv-zender voor regionale omroepen voor om zo hun vindbaarheid te vergroten. Samen met twee andere partijen stelde ze later voor extra geld beschikbaar te stellen voor de publieke omroepen om het aantal programma's met audiodescriptie te verhogen. Daarnaast pleitte Werner ervoor om 'meer over de emancipatie van', in plaats van 'over de zorg' voor mensen met een beperking te praten. In 2022 diende Werner hiervoor een motie in, middels de oprichting van 'een burgerberaad' met als doel om dit onderwerp verder uit te werken. Deze motie ontving een Kamermeerderheid, nadat het kabinet deze eerder ontraden had. 
Op 24 augustus 2023 gaf Werner in een verklaring op sociale media aan, dat zij na de Tweede Kamerverkiezingen van 22 november 2023 niet terugkeert in het parlement. Zij noemde haar tijd als volksvertegenwoordiger „een voorrecht” en „een unieke tijd”. Op 5 december 2023 nam zij afscheid van de Tweede Kamer.

## Privéleven
Na een relatie van vijf jaar trouwde Werner op 5 juni 2009 met haar vriend. In 2014 adopteerde het echtpaar een vierjarig jongetje uit Bulgarije. Lucille Werner is tevens zangeres geweest in een aantal bands, die rock en Zuid-Amerikaanse muziek speelden.
Lucille Werner is een nicht van oud CDA-senator Jos Werner (1943).

## Onderscheidingen
- Ridder in de Orde van Oranje-Nassau (18 augustus 2010)[71]